# Ladislav Trpkoš
Ladislav Trpkoš (17. ledna 1915 Vysoké Mýto – 30. listopadu 2004) byl československý basketbalista. V místě jeho rodiště se hrálo v roce 1897 první basketbalové utkání na pozdějším území naší republiky. S otcem se přestěhoval do Prahy, kde absolvoval školní docházku, ve 12 letech začal hrát basketbal a 20 let byl hráčem Uncas Praha, se kterým získal čtyři tituly mistra republiky a dvě druhá místa v ligové soutěži.
Československo reprezentoval na dvou letních olympijských hrách 1936 v Berlíně a 1948 v Londýně, kde byl vlajkonošem československé sportovní výpravy a s národním týmem skončil v olympijské basketbalové soutěži na 7. místě. S reprezentačním družstvem získal zlaté medaile v roce 1946 na evropském šampionátu v Ženevě a o rok později na šampionátu v Praze stříbrné medaile za umístění na druhém místě. Celkem odehrál za československou basketbalovou reprezentaci 52 zápasů v letech 1932–1948 a patřil k nejlepším hráčům Evropy. V anketě o nejlepšího českého basketbalistu dvacátého století skončil na 9. místě.,,
Po skončení basketbalové hráčské kariéry byl 3 sezóny v letech 1954–1957 trenérem ligového družstva mužů Slavia ITVS Praha.
Byl také hráčem házené a s týmem SK Slavia Praha vyhrál v roce 1942 mistrovství republiky v národní házené.
V roce 2004 byl uveden do Síně slávy českého basketbalu.
Je autorem Knih z oboru nákladních automobilů.

## Hráčská kariéra
klub
- 1928–1948 Uncas Praha (4x mistr: 1937, 1938, 1944, 1945, 2x 2. místo: 1940, 1947)

reprezentace
- 52 utkání za Československo (1932–1948)

úspěchy
- mistr Evropy 1946 (Ženeva), vicemistr Evropy 1947 (Praha)
- Olympijské hry 1936 (Berlín) a OH 1948 (Londýn 7. místo)
- na 9. místě v anketě Nejlepší český basketbalista 20. století, kterou v roce 2001 vyhlásila Česká basketbalová federace

## Trenérská kariéra
- 3 sezóny 1954–1957 Slavia ITVS Praha (1957 – 4. místo)

### Knihy
- Ladislav Trpkoš : Nákladní automobily Avia A 30, A 15-A 20, A 31, A 21. Údržba, obsluha a opravy, Praha : Nakl. techn. lit., 1986, 1. vyd., 353s
- Ladislav Trpkoš : Jak na to? : údržba a opravy automobilů Avia A 30, A 15/20, A 31, A 21 : 1968-1994, České Budějovice : Kopp, 2000, 1. vyd., 219s
- Jan Lanc, Ladislav Trpkoš : Údržba, obsluha a opravy automobilů Praga V3S a S5T, Praha : SNTL, 1979, 2. vyd., 456s